# Groelingowie
Groelingowie (von Groeling, von Gröling) – górnośląski ród szlachecki. 

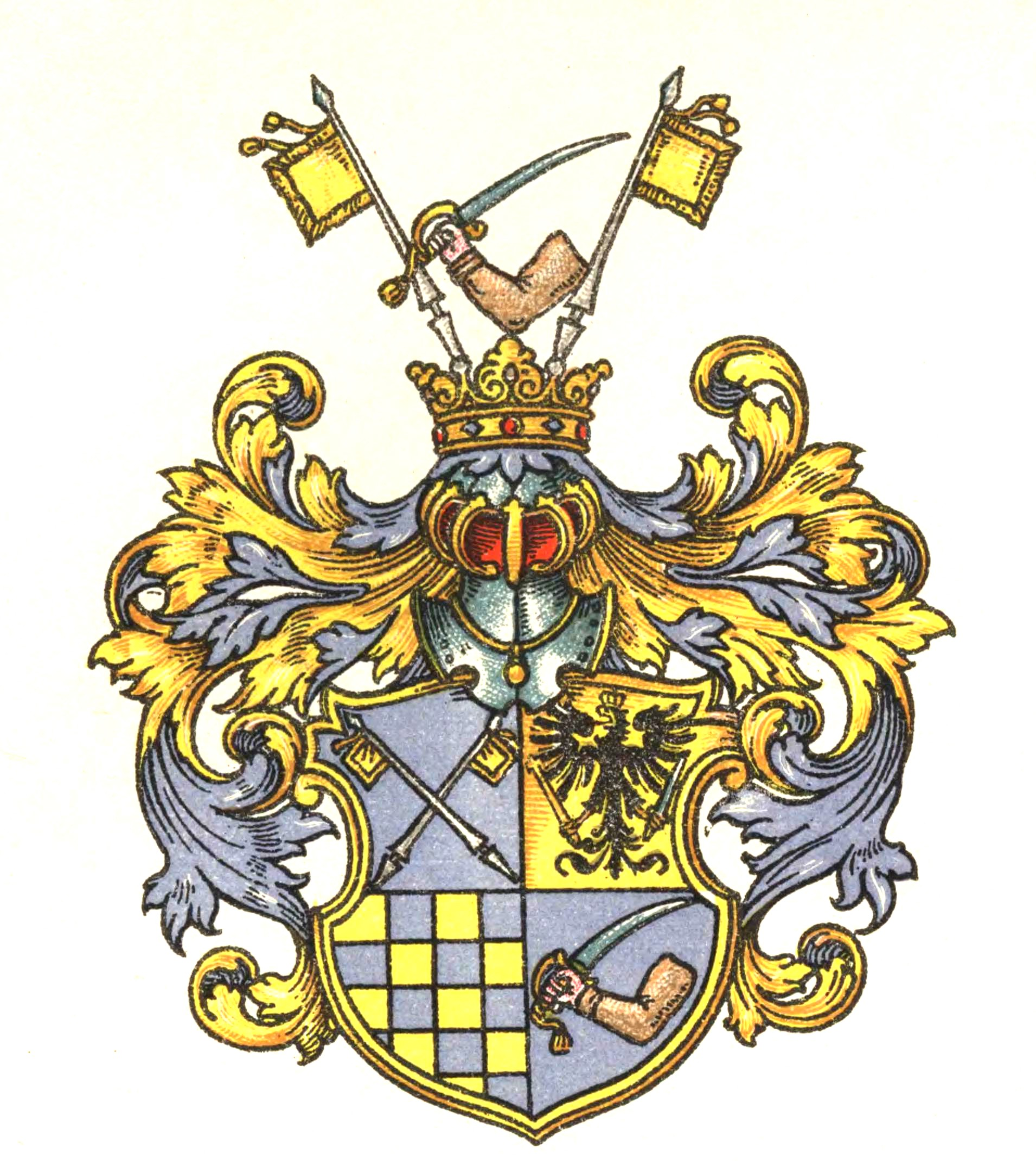
Herb von Groelingów

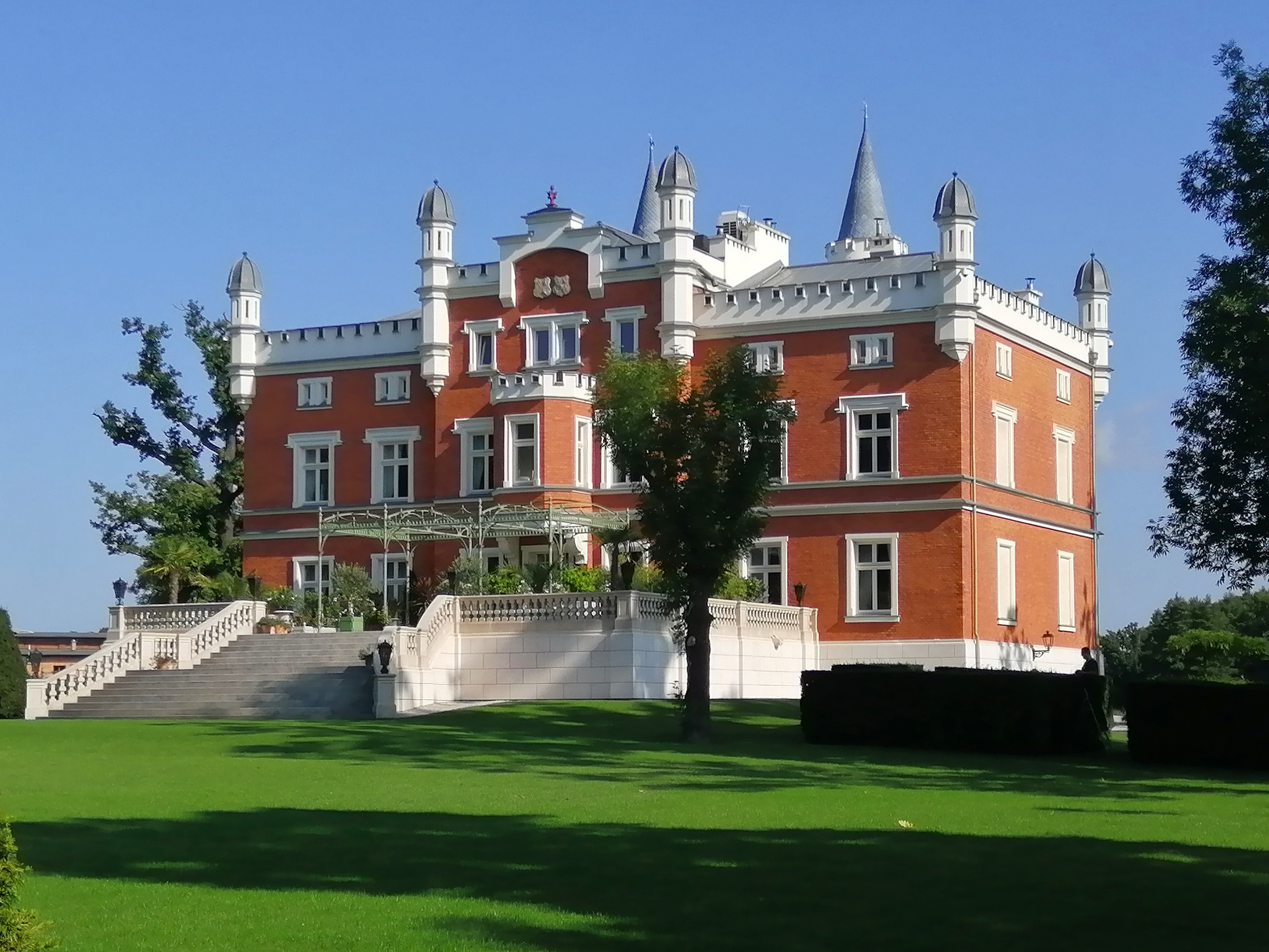
Pałac w Szałszy

## Dzieje
Założycielem rodziny był:
- Johann Benedikt (Jan Benedykt) von Groeling (1726-1791)[1], który w 1768 r. otrzymał szlachectwo od Króla w Prusach Fryderyka II Wielkiego. Johann Benedikt służył w Królewskiej Armii Pruskiej. W 1786 r. awansował do stopnia generała-majora. Groeling służył w wojsku niemalże do swej śmierci. Zmarł w 1791 r. i został pochowany w mauzoleum w Pniowie. Jego potomkowie podzieli się na dwie linie, których założycielami byli dwaj synowie:
  - Karol von Groeling (zm. 1817) starszy
  - Leopold von Groeling (zm. 1844) młodszy, który miał synów:
    - Eugeniusza (zm. 1858), który w 1834 ożenił się z Amalią von Getzler,
    - Alberta von Groeling (1803-1846) starostę toszecko-gliwickiego, żonatego z Antonie von Welczek (1807-1840), którzy mieli czwórkę dzieci:
      - Matyldę, żonę Wiktora von Lippa,
      - Walerię, żonę Fryderyka von Groeling z Lindenbergu koło Berlina, potomka Karola z Rudzińca.
      - Viktora von Groeling (1832-1903), który w 1857 ożenił się z Hedwig von Rheinbaben (1835-1892), który miał synów, m.in.
        - Viktora, który ożenił się Erną von Wostrowsky-Skalka[2]

Do Groelingów należały m.in. dobra: Rudziniec, Pniów, Lindenberg, Szałsza, Ligota, Żerniki. 
Od nazwiska tej rodziny wywodziła się też nazwa osady Żerniki jaką ta otrzymała w czasach hitlerowskich.

## Literatura
- Dzieje generała Jana Benedykta i jego potomków  w: Montes Tarnovicensis nr 29/2008
- A. Kuzio-Podrucki, Rodowód von Groelingów. Zarys dziejów, w: Rocznik Muzeum w Gliwicach, T. XXII, Gliwice 2010.